# Corvus edithae
El cuervo etíope (Corvus edithae) es una especie de ave paseriforme de la familia Corvidae endémica del Cuerno de África. Anteriormente se consideraba una subespecie del cuervo desertícola (C. ruficollis), pero ahora se consideran especies separadas.

## Descripción
Mide alrededor de 46 cm de largo, del tamaño aproximado de una corneja, pero con el pico más largo. Su plumaje negro tiene un tono algo parduzco, especialmente cuando está gastado. 
Es similar al cuervo desertícola, pero este último es de mayor tamaño, y ambos tienen comportamiento y llamadas diferentes.

## Distribución y hábitat
Se encuentra en Etiopía, Eritrea, Yibuti, Somalia y norte de Kenia.
Su hábitat natural son las sabanas secas, las zonas de matorral y desiertos.

## Comportamiento
Su nido es una estructura volunosa de palitos y otro material vegetal sobre árboles solitarios o postes. También anida en los acantilados en las regiones costeras o si no hay árboles disponibles. Suele poner entre 3 y 5 huevos entre abril y mayo.